# La Croisille-sur-Briance
La Croisille-sur-Briance è un comune francese di 737 abitanti situato nel dipartimento dell'Alta Vienne nella regione della Nuova Aquitania.

## Storia

### Simboli
Lo stemma comunale riunisce i blasoni delle famiglie Maumont de Saint-Vitte e de Meilhards.

## Società

### Evoluzione demografica
Abitanti censiti